# Cannes-Écluse
Cannes-Écluse – miejscowość i gmina we Francji, w regionie Île-de-France, w departamencie Sekwana i Marna.
Według danych na rok 1990 gminę zamieszkiwały 1963 osoby, a gęstość zaludnienia wynosiła 227 osób/km² (wśród 1287 gmin regionu Île-de-France Cannes-Écluse plasuje się na 487. miejscu pod względem liczby ludności, natomiast pod względem powierzchni na miejscu 445.).